# Saint-Charles (Illinois)
 (juillet 2016).
Si vous disposez d'ouvrages ou d'articles de référence ou si vous connaissez des sites web de qualité traitant du thème abordé ici, merci de compléter l'article en donnant les références utiles à sa vérifiabilité et en les liant à la section « Notes et références ».
Pour les articles homonymes, voir Saint-Charles.
Saint-Charles est une ville des comtés de DuPage et Kane dans l'État américain de l'Illinois. Elle se trouve à environ 40 miles (64 km) à l'ouest de Chicago sur la Route 64 de l’Illinois. Selon une estimation du Bureau du recensement des États-Unis faite en juillet 2012, la ville avait une population totale de 33 327 habitants. La devise de la ville est « la Fierté de la Fox », du nom de la Fox River qui traverse le centre de la ville. Saint-Charles fait partie d'une zone de trois villes, avec Geneva et Batavia, toutes trois des banlieues occidentales de taille similaire et de conditions socio-économiques équivalentes.

## Histoire ancienne
Saint-Charles était le fief de la communauté amérindienne Pottawatomie qui a habité la région. Un parc de la ville donnant sur la rivière a été consacré à ce passé amérindien. Après la guerre de Black Hawk en 1832, toute la région de la vallée de la Fox a été ouverte à la colonisation américaine. Evan Shelby et William Franklin sont les premiers à revendiquer le territoire, en 1833, dans ce qui est aujourd'hui Saint-Charles. Ils reviennent en 1834 avec leurs familles depuis l'Indiana, et sont rejoints plus tard cette année-là par plus d'une douzaine d'autres familles. Le canton a d'abord été connu sous le nom de Charleston, mais ce nom était déjà pris par la ville de Charleston, Illinois dans le sud de l’État, donc le nom de Saint-Charles (suggéré par SS Jones, un avocat) a été adopté en 1839. Saint-Charles s’est constituée comme une ville en 1834, 3 ans avant la ville de Chicago. À l'époque, la communauté était connue pour son odeur fétide de poissons.
La plupart des récits font état d’un forgeron local qui avait établi sa boutique dans un bâtiment maintenant connu comme le 305 W Main Street. Depuis 2015 un établissement gastronomique “The Finery & Blacksmith Bar” tient résidence à cette adresse portant ce nom en l'honneur de ce forgeron.

## L'histoire des transports
Saint-Charles était un endroit très isolé au début de son existence. Le village était situé à trois jours de Chicago, et la rivière Fox n’était pas navigable par les grands bateaux. Dans les années 1850, Saint-Charles avait commencé la construction d'une route de planche vers Sycamore, mais avait refusé une offre de la compagnie de Chemins de fer Galena et Chicago Union Railroad pour construire une ligne à travers la ville, qui fut finalement construite dans la ville voisine d’Elgin. Le manque de connexions régionales dans les premières années a permis de garder la ville relativement petite. Saint-Charles est restée sans chemin de fer jusqu'en 1871 quand une branche a été construite à Geneva, et malgré cela est restée sans connexion directe jusqu’à Chicago jusqu’aux années 1880 avec la venue du Chicago Great Western Railway.
Les lignes de tramways le long de la rivière Fox entre Elgin et Aurora ont été construites à travers la ville en 1896, par l'entreprise Aurora, Elgin and Fox River Electric. Un itinéraire automobile direct pour Chicago, qui a fini par devenir la Route 64, a été construit en 1920. Quatre routes de l'État de l’Illinois, comprenant les routes 64, 38 (Lincoln Highway), 25 (5th Avenue) et 31 (2nd Street) parcourent désormais la ville. Deux routes principales de Kane County traversent également la ville ; Randall Road à l’ouest et Kirk Road à l’est.

## L'histoire de l'immigration
Saint-Charles était aussi un lieu où se sont installés divers groupes d'immigrants européens, y compris ceux d’Irlande et de Suède au cours des années 1840 et 1950, et plus tard, des groupes de Belgique et Lituanie.
Les résultats du recensement pour St. Charles au fil du temps sont :
- 1850 : 2,132
- 1860 : 1,822
- 1880 : 1,533
- 1890 : 1,690
- 1900 : 2,675
- 1910 : 4,046
- 1920 : 4,099
- 1930 : 5,377
- 1940 : 5,870
- 1950 : 6,709[3]
- 1960 : 9,269
- 1970 : 12,928
- 1972 : 14,239
- 1977 : 16,145
- 1980 : 17,492
- 1985 : 18,266
- 1987 : 20,383
- 1989 : 21,992
- 1990 : 22,620
- 1992 : 23,847
- 1994 : 25,282
- 1997 : 26,286
- 2000 : 27,896
- 2004 : 32,134
- 2008 : (est.) 32,829[1]
- 2010 : 32,974[4]
- 2012 : 33,327

## Géographie
Saint-Charles est située à 41° 54′ 49″ N, 88° 18′ 39″ O. 
Selon le recensement de 2010, Saint-Charles a une superficie totale de 38,68 km2 dont 37,84 km2 (ou 97,83 %) de terre et 0,84 km2 (ou 2,17 %) d’eau.

## Recensement décennal US
Selon le recensement de 2000, la densité de population est 1 993,9 habitants par mile carré (769,8/km²). Il y a 11 072 maisons avec une densité moyenne de 791,4 par mile carré (305.6/km²). La composition raciale de la ville est 93,81 % de Blancs, 1,66 % d'Afro-américains, 0,14 % d'amérindiens, 1,79 % d'asiatiques, 0,00 % des îles du Pacifique, 1,66 % d'autres origines, et 0,94 % de deux origines ou plus. 5,50 % de la population est hispanique ou latino de différente origine.
Il y a 10 351 foyers dont 36,4 % avec des enfants de moins de 18 ans, 61,1 % sont des couples mariés vivant ensemble, 8,0 % ont une femme au foyer sans mari, et 28,3 % sont des non-familles. 23,5 % des foyers sont composés de personnes vivant seules et 8,0 % ont quelqu'un vivant seul qui a 65 ans ou plus. La taille moyenne des ménages est 2,62 personnes et la taille moyenne des familles est 3,13 personnes.
Dans la ville la population est divisée avec 27,8 % sous l'âge de 18 ans, 7,4 % de 18 à 24 ans, 29,6 % de 25 à 44 ans, 25,0 % de 45 à 64 ans, et 10,2 % qui sont âgés de 65 ans ou plus. L'âge médian est 37 ans. Pour 100 femmes il y a 99.4 hommes. Pour 100 femmes de 18 ans et plus, il y a 94,2 hommes.
Le revenu médian pour une maison dans la ville est 75 181 $, et le revenu médian pour une famille est 94 704 $. Les hommes ont un revenu médian de 55 864 $ comparativement à 35 134 $ pour les femmes. Le revenu par habitant pour la ville est 33 969 $. 3,4 % de la population et 2,1 % des familles sont en dessous du seuil de pauvreté. Sur la population totale, 3,4 % des personnes de moins de 18 ans et 3,9 % des 65 ans et plus vivent en dessous du seuil de pauvreté.

## Gouvernement et infrastructure
L'Illinois Youth Centre Saint-Charles (IYC St. Charles), un centre de redressement pour mineurs de l'Illinois Department of Juvenile Justice, est situé à Saint-Charles. Il a ouvert en décembre 1904.

## Éducation
Le système d'éducation publique à Saint-Charles est exploité par l'ensemble scolaire communautaire du district 303, qui compte actuellement douze écoles élémentaires : Anderson, Bell-Graham, Corron, Davis, Ferson Creek, Fox Ridge, Lincoln, Munhall, Norton Creek, Wasco, et Wild Rose. Il y a trois collèges : Haines, Thompson et Wredling ; et deux écoles secondaires : St. Charles Est, et St. Charles Nord. L'école Glenwood pour garçons et filles a un campus à St. Charles connu sous le nom de Campus Rathje qui doit son nom à la famille de Frank C. Rathje. L'école catholique St. Patrick a ouvert ses portes en 1930 et compte actuellement environ 500 étudiants sur le campus du centre-ville. Saint-Charles fait partie du Community College District 509 qui dessert Elgin Community College.

## Culture
Saint-Charles accueille la foire du comté de Kane en Juillet et le Marché aux puces du comté de Kane le premier week-end de chaque mois. Lincoln Park au centre-ville de Saint-Charles sert d’emplacement central pour un événement annuel : le Festival de Scarecrow en Octobre. St. Charles est également le siège du Fox Valley Concert Band.
Saint Charles abrite le théâtre Arcada, une attraction remarquable au sein de la vallée de la rivière Fox, où de nombreux artistes célèbres ont fait leur apparition, y compris Martin Short, Joan Rivers, et Bill Cosby.
Downtown St. Charles a été nommé parmi le «Top 10» de la région par le Chicago Tribune pour la cuisine raffinée, les arts et le divertissement, les possibilités de loisirs, son shopping, et son animation nocturne.
Le magazine Family Circle a nommé Saint-Charles numéro 1 dans son étude annuelle de 2011 des meilleures villes pour les familles. L'enquête complète inclus les communautés à travers tout le pays et a été publiée dans son numéro d’août 2011. Les communautés rassemblées annuellement par le magazine comprennent des logements abordables, de bons voisins, des espaces verts, de solides systèmes scolaires publics et des esprits généreux.
Le Centre du patrimoine de St. Charles maintient deux petits musées dans les bâtiments historiques locaux.
La Bibliothèque Publique de St. Charles est classée nationalement parmi les meilleures bibliothèques aux États-Unis et a obtenu "trois étoiles" en 2010 par le Library Index Journal. Située près du centre ville de Saint-Charles, la bibliothèque possède une vaste collection de documents imprimés, ainsi que des DVD, des CD, du contenu téléchargeable, des bases de données de recherche en ligne, et une collection de généalogie. Des programmes et activités pour enfants et adultes sont offerts. Les services de proximité peuvent organiser des options spéciales de livraison pour les personnes à mobilité réduite ou avec une déficience visuelle ou auditive. Les Amis de la Bibliothèque sponsorisent chaque année des ventes de livres au printemps et à l’automne.
Saint-Charles abrite le centre Q, un site de conférence de 95 acres (0.4km2 environ). Construit à l'origine en tant que Liberal Arts College catholique pour femmes, le Collège Saint-Dominique, il est devenu plus tard le Centre d'Arthur Andersen pour la formation professionnelle. Il est maintenant utilisé par Accenture, et il héberge des réunions, conférences et formations des cadres pour les entreprises de Fortune 500, des associations et des organisations sociales, militaires, éducatives, religieuses et fraternelles du monde entier.

## Natifs et habitants notables
- Edward J. Baker, riche bienfaiteur, a financé plusieurs bâtiments à Saint-Charles ; est né et a grandi à Saint-Charles.
- Robert F. Casey, législateur et avocat, a pratiqué le droit à St. Charles[11].
- Frantz Hunt Coe, médecin, fonctionnaire public et éducateur.
- John F. Farnsworth, Général de l'Armée de l'Union et membre du Congrès américain, ami d'Abraham Lincoln ; a vécu à Saint-Charles.
- Brian Wilson, chanteur et membre des Beach Boys ; a vécu à Saint-Charles.
- Dennis E. Fitch, pilote qui a pris des mesures essentielles pour sauver des vies au cours de l'incident du vol 232 de United Airlines en dehors de son service ; décédé à Saint-Charles.
- Tera Moody, coureur de longue distance.
- Karen Morrison-Comstock, Miss Illinois 1974, Miss USA.
- Michael J. Nelson, comédien et écrivain (Mystery Science Theater 3000).
- David Purcey, joueur de baseball pour les Blue Jays de Toronto, Oakland Athletics, Detroit Tigers, Phillies de Philadelphie et Chicago White Sox.
- Matt Reynolds, joueur de baseball pour les Diamondbacks d'Arizona.
- Rick Wohlhuter, médaillé de bronze sur 800 m aux Jeux Olympiques de 1976 ; né à Saint-Charles.
- Randy Wright, ancien quarterback de football professionnel, est né et a grandi à Saint-Charles.
- Jenny McCarthy, actrice.
- Ethan Cutkosky, acteur.